# Гущин, Валентин Михайлович
Валентин Михайлович Гу́щин (1912—1982) — советский государственный и хозяйственный деятель.

## Биография
Родился 26 марта (8 апреля) 1912 года в Арыкбалыке (ныне — Айыртауский район, Северо-Казахстанская область, Казахстан). В 1934 году окончил Уральский заочный строительный институт.
- 1927—1931 — учащийся строительного отделения Омского индустриального техникума.
- 1931—1933 — помощник прораба, прораб треста «Уралстройиндустрия», Лысьва.
- 1933—1934 — заместитель главного инженера треста «Уралместстрой», Свердловск.
- 1934—1935 — главный инженер строительной конторы Лысьвенского горсовета.
- 1935—1938 — государственный контролёр по строительству Народного комиссариата коммунального хозяйства РСФСР (Лысьва)
- 1938—1940 — начальник и главный инженер строительной конторы Лысьвенского горсовета.
- 1940—1945 — начальник строительного управления треста «Севуралтяжстрой», Лысьва.
- 1945—1947 — инженер-приёмщик оборудования правительственной закупочной комиссии СССР в США.
- 1947—1954 — управляющий строительством № 203 Министерства строительства СССР в Архангельской области.
- 1954—1957 — заместитель министра строительства СССР.
- 1957—1959 — заместитель председателя СНХ Алтайского административного экономического района.
- 1959—1962 — советник посольства СССР в Ираке.
- 1962—1963 — заместитель начальника Главного управления промышленности строительных материалов при Московском горисполкоме.
- 1963—1964 — министр строительства Среднеазиатского экономического района СССР, председатель Государственного производственного комитета по строительству Среднеазиатского экономического района СССР.
- 1965—1966 — заместитель министра строительства РСФСР.
- 1966—1973 — министр сельского строительства РСФСР.
- С июня 1973 года персональный пенсионер союзного значения.

Депутат ВС РСФСР 7—8 созывов.
Скончался 11 февраля 1982 года. Похоронен в Москве.

## Награды и премии
- четыре ордена Трудового Красного Знамени
- Сталинская премия второй степени (1950) — за работу в области кораблестроения